# Jimalalud
Jimalalud è una municipalità di quarta classe delle Filippine, situata nella Provincia di Negros Oriental, nella regione di Visayas Centrale.
Jimalalud è formata da 28 baranggay:
- Aglahug
- Agutayon
- Apanangon
- Bae
- Bala-as
- Bangcal
- Banog
- Buto
- Cabang
- Camandayon
- Cangharay
- Canlahao
- Dayoyo
- Eli

- Lacaon
- Mahanlud
- Malabago
- Mambaid
- Mongpong
- North Poblacion
- Owacan
- Pacuan
- Panglaya-an
- Polopantao
- Sampiniton
- South Poblacion
- Talamban
- Tamao